# Radu Boboc
Pour les articles homonymes, voir Boboc.
Radu Boboc, né le 24 avril 1999 à Craiova en Roumanie, est un footballeur roumain qui joue au poste d'arrière droit au BBT Nieciecza.

## Biographie

### En club
Formé au Viitorul Constanța en Roumanie, Radu Boboc fait ses débuts en professionnel le 12 juillet 2018, lors d'une rencontre de Ligue Europa face au RFCU Luxembourg. Il entre en jeu en cours de partie ce jour-là, et son équipe s'impose sur le score de deux buts à zéro. Boboc joue son premier match en championnat le 22 juillet de la même année, lors d'une défaite de son équipe face au FC Dunărea Călărași (0-1).
Il est ensuite transféré au Farul Constanta, où il ne reste qu'une saison avant d'être acheté pour 200 000 euros par le FCSB en août 2022. Il joue son premier match sous ses nouvelles couleurs le 6 août 2022, face au CS Mioveni, en championnat. Il est titularisé et les deux équipes se neutralisent (1-1 score final). Le club le libère cependant dès janvier 2023, comme son coéquipier Marco Dulca.

### En sélection nationale
Avec les moins de 17 ans, il joue en 2015 trois rencontres rentrant dans le cadre des éliminatoires du championnat d'Europe des moins de 17 ans 2016.
Avec les moins de 18 ans, il officie à deux reprises comme capitaine, contre l'Uruguay et la France.
Avec les moins de 19 ans, il joue en 2017 trois rencontres rentrant dans le cadre des éliminatoires du championnat d'Europe des moins de 19 ans 2018.
Radu Boboc reçoit sa première sélection avec l'équipe de Roumanie espoirs le 7 septembre 2018, lors d'un match contre le Portugal. Il est titularisé au poste d'arrière droit, et son équipe s'impose (1-2). Il est ensuite sélectionné afin de participer au championnat d'Europe espoirs en 2019. Lors de cette compétition organisée en Italie, il ne joue qu'un seul match, contre l'équipe de France. La Roumanie s'incline en demi-finale face à l'Allemagne. Après ce tournoi, il se met en évidence le 10 octobre 2019 en délivrant une passe décisive pour Olimpiu Moruțan lors de la victoire de son équipe contre l'Ukraine, lors des éliminatoires de l'Euro espoirs 2021.
Lors de l'été 2021, Radu Boboc est retenu avec l'équipe de Roumanie olympique pour participer aux Jeux olympiques d'été de 2020.

## Palmarès
Viitorul Constanța
- Vainqueur de la Coupe de Roumanie en 2019